# Katzwinkel (Sieg)
Katzwinkel (Sieg) ist eine Ortsgemeinde im Landkreis Altenkirchen (Westerwald) in Rheinland-Pfalz. Sie gehört der Verbandsgemeinde Wissen an.

## Geographie

### Geographische Lage
Katzwinkel liegt im Übergangsgebiet Nördlicher Westerwald/Bergisches Land/Siegerland – im sogenannten Wildenburger Land, dessen Name sich von der Burg Wildenburg ableitet.

### Nachbargemeinden
Nachbarorte sind Kirchen (Sieg), Betzdorf, Wissen (Sieg), Friesenhagen und Birken-Honigsessen.

### Gliederung
Ortsteile von Katzwinkel sind Elkhausen, Hönningen, Schönborn, Nochen, Alsenthal, Ebertseifen, Nimroth und einige Gehöfte.

## Geschichte
Die erste gesicherte Erwähnung des Ortes findet sich im Urkundenarchiv der Fürsten von Hatzfeld-Wildenburg zu Schönstein an der Sieg unter der Regest Nr. 675 vom 14. Februar 1493, wo ein Peter Katzwinkel als Schöffe erwähnt wird. Unter der Regest-Nr. 801 von 1505 wird ein Appel von Katzwinkel mit Land und Hof auf der Gemarkung belehnt; weitere Erwähnungen von Höfen aus dem Jahr 1505 existieren. Elkhausen dagegen war eine längere Zeit nur mit einem Hof besiedelt. 1557 wird ein Johann von Elkhausen (Elkhuisen) belehnt.
Die Entwicklung von Katzwinkel und Elkhausen von Höfen zum Dorf begann etwa ab 1750. In der näheren Umgebung von Katzwinkel wurden in den Jahren um 1750–1770 eine Anzahl Grubenfelder aufgeschlossen, deren Spuren teils heute noch erkennbar sind. 1824 wurde in dem Bereich Katzwinkel mit dem Erzabbau im Stollenbergbau begonnen. 1836 wurde durch Zusammenschließung der Grubenfeld „Die Vereinigung“ gebildet, die bis auf 1023 m Tiefe arbeitete und 1963 geschlossen wurde.

### Weiler und Höfe
Die Topographisch-Statistische Beschreibung der Königlich Preußischen Rheinprovinzen von 1830 beschreibt die Gemeinde Nochen (heute Katzwinkel) wie folgt:

„Die Gemeinde Nochen mit 479 Einwohnern besteht aus den Weilern, Höfen, Häusern und Mühlen: Alteweyer, Bornhahn, Bracht, Buchen, Büschen, Bohmberg, Ebertsseiffen, Euelen, Fähringen, Halsenthal, Hassel, Hellkausen, Hönningen, Hecken, Kalteiche, Katzwinkel, Linden, Mäuswinkel, Neurohm, Oetgesborn, Porzhardt, Reiffenrath, Scheuren, Schönborn, Steeg, Stockschladen und Völzen.“

### Namensänderung
Am 1. Juli 1970 wurde die Gemeinde von „Nochen“ in „Katzwinkel (Sieg)“ umbenannt.

### Bevölkerungsentwicklung
Die Entwicklung der Einwohnerzahl von Katzwinkel (Sieg), die Werte von 1939 bis 1987 beruhen auf Volkszählungen:
| Jahr | Einwohner |
| ---- | --------- |
| 1939 | 1.267     |
| 1950 | 1.429     |
| 1961 | 1.416     |
| 1970 | 1.602     |
| 1987 | 1.730     |

| Jahr | Einwohner |
| ---- | --------- |
| 1997 | 1.934     |
| 2005 | 2.011     |
| 2011 | 1.863     |
| 2017 | 1.804     |

## Politik

### Gemeinderat
Der Gemeinderat in Katzwinkel besteht aus 16 Ratsmitgliedern, die bei der Kommunalwahl am 9. Juni 2024 in einer personalisierten Verhältniswahl gewählt wurden, und dem ehrenamtlichen Ortsbürgermeister als Vorsitzendem.
Die Sitzverteilung im Gemeinderat:
| Wahl | SPD | CDU | Grüne | FWG | BfKE | Gesamt   |
| ---- | --- | --- | ----- | --- | ---- | -------- |
| 2024 | –   | 9   | 2     | –   | 5    | 16 Sitze |
| 2019 | –   | 10  | –     | –   | 6    | 16 Sitze |
| 2014 | 6   | 10  | –     | –   | –    | 16 Sitze |
| 2009 | 5   | 9   | –     | 2   | –    | 16 Sitze |
| 2004 | 5   | 9   | –     | 2   | –    | 16 Sitze |

- FWG = Freie Wählergruppe Verbandsgemeinde Wissen e. V.
- BfKE = Bürger für Katzwinkel-Elkhausen e. V.

### Bürgermeister
Ortsbürgermeister von Katzwinkel ist Hubert Becher (CDU). Bei der Direktwahl am 26. Mai 2019 wurde er mit einem Stimmenanteil von 82,50 % gewählt und ist damit Nachfolger von Wolfgang Würden (CDU), der nicht erneut kandidiert hatte. Bei der Direktwahl am 9. Juni 2024 wurde Becher als einziger Bewerber mit 80,3 % für weitere fünf Jahre in seinem Amt bestätigt.

### Wappen
| Wappen von Katzwinkel | Blasonierung: „In Silber gespalten von einer aus dem Schildhaupt eingebogenen blauen Spitze, belegt mit einer eingebogenen silbernen Spitze, diese belegt mit gekreuztem schwarzem Bergbauzeichen, Schlägel und Eisen, vorn drei rote fünfblättrige heraldische Rosen mit grünen Kelchblättern und goldenen Butzen […], hinten zwei grüne Ähren.“ |
| Wappen von Katzwinkel | Wappenbegründung: Die blauen Trennlinien stehen für die beiden Bachläufe des Ortes (der Brölbach von Katzwinkel und der Hüttenbach von Elkhausen), die sich später vereinigen (wie auch auf die Vereinigung der Orte Elkhausen und Katzwinkel hingewiesen werden soll). Schlägel und Eisen symbolisieren die Bergbauvergangenheit. Die drei Rosen sind aus dem Wappen der freien Reichsherrschaft Wildenburg, die früher in Teilen der Gemarkung Landesherr war. Die Ähren symbolisieren die landwirtschaftliche Vergangenheit, die Farbe grün steht für die reichlich vorhandenen Waldgebiete. |

### Gemeindepartnerschaft
Die Ortsgemeinde Katzwinkel (Sieg) unterhält seit 1994 eine innerdeutsche Partnerschaft zu Kefferhausen, einem Ortsteil von Dingelstädt, im Landkreis Eichsfeld in Thüringen.

## Kultur und Sehenswürdigkeiten

### Kirchen

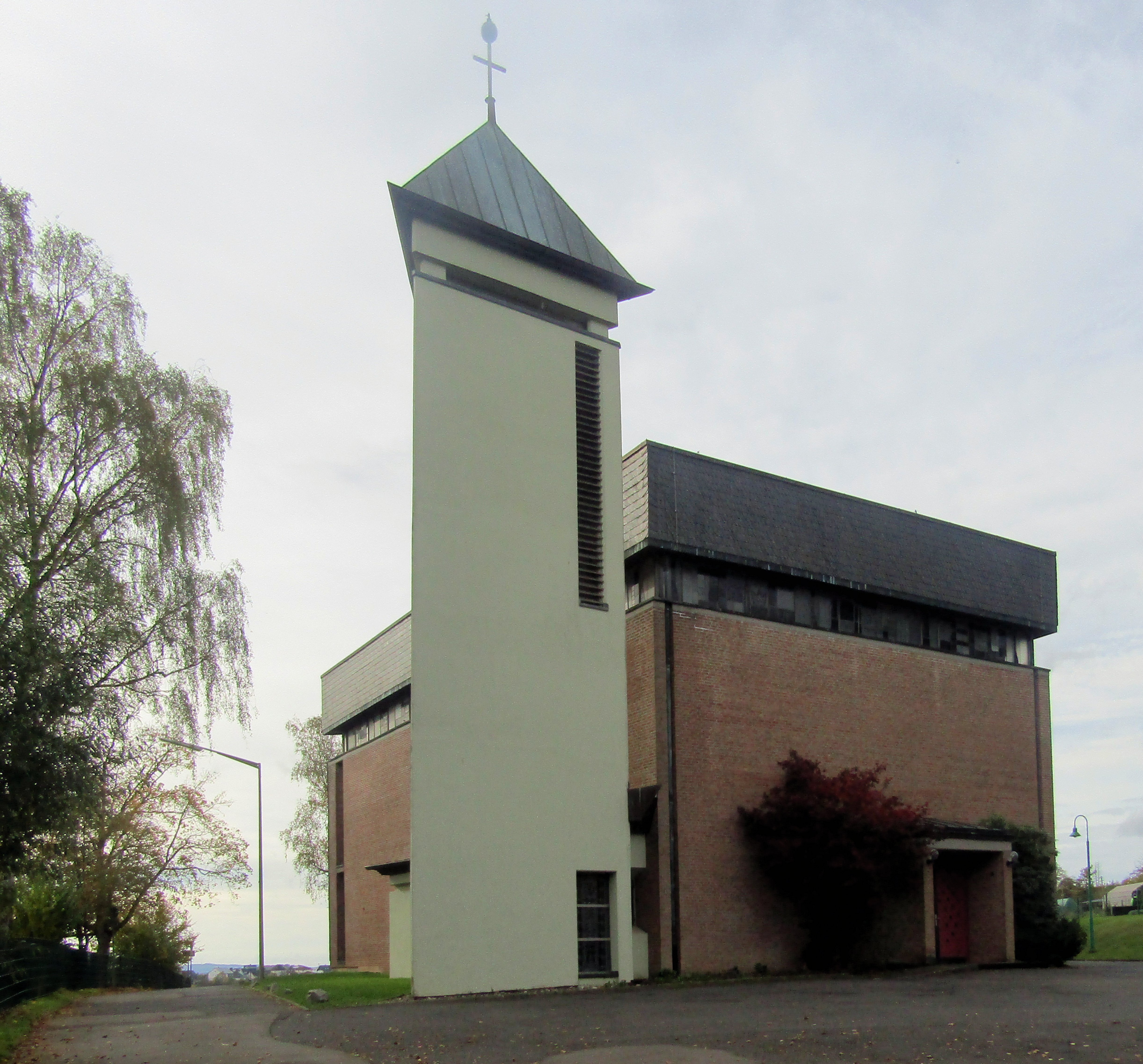
Kirche St. Barbara

Der Ort besitzt drei Kirchen: Die katholische Pfarrkirche St. Bonifatius in Elkhausen und deren Filialkirche St. Barbara in Katzwinkel sowie die im Ortsteil Katzwinkel befindliche evangelische Kirche.

#### St. Bonifatius (Elkhausen)
Vorläufer der heutigen Pfarrkirche im neoromanischen Stil war der 1872 eingesegnete Saal im 1859 gebauten Schulhaus – dem heutigen Pfarr- und Jugendheim. Bereits 1878 wurde der Grundstein zu einer eigenständigen Kapelle gelegt, die 1912 zur Pfarrkirche „St. Bonifatius“ erweitert wurde. Die Kirche wurde 1878 mit einer Glocke von Christian Claren in Sieglar und 1954 mit vier Glocken aus dem Bochumer Verein für Gußstahlfabrikation ausgestattet.

#### Regelmäßige Veranstaltungen
Wichtige Feste sind das Schützenfest (Pfingsten), der Garagos-Basar (an jedem ersten Sonntag im September) und das Basar-Fußballturnier (welche Spenden im vier- bis fünfstelligen Bereich für die Mission der Comboni-Schwestern in Ägypten einbringen), der Basar der KFD, das Pfarrfest und zahlreiche andere Veranstaltungen zur Erhaltung des Jugendheimes sowie Veranstaltungen der vielen Vereine. Außerdem werden regelmäßig Discos oder Benefizkonzerte der ortsansässigen Band Splash veranstaltet, die hiermit Geld für das Kinderhospiz Olpe sammelt.

### Kulturdenkmäler
Liste der Kulturdenkmäler in Katzwinkel (Sieg)

## Wirtschaft und Infrastruktur
Der Ort ist ein ehemaliges Bergwerksdorf und hatte eine der größten Erz-Bergwerke im Siegerland (Grube Vereinigung). Nach ihrer Schließung in den 1960er Jahren gelang die Transformation des hauptsächlich auf den Bergbau ausgerichteten Dorfes sehr gut. Ein kleiner Sportflugplatz mit Graslandebahn (ca. 500 m) befindet sich in Wingendorf. Dies ist der Flugplatz Betzdorf-Kirchen.

### Wirtschaft
In Katzwinkel haben sich eine Reihe von Industrie- und Handwerksunternehmen mit teilweise erheblichem Exportanteil niedergelassen:
Secatec (Sensorik, Elektronik), SB SCHWEISSTECHNIK (Schweißmaschinen), InventAir Luft- und Wärmetechnik (Absaug- und Prozesswärmeanlagen) sowie verschiedene andere Gewerbe-, Einzelhandels- und Logistikbetriebe. Im Ort gibt es ein renommiertes Ferien- und Erholungsheim sowie drei Gaststätten. 18 Bauernhöfe bewirtschaften ca. 500 ha Acker- und Weideland.

### Öffentliche Einrichtungen
Am Ort befindet sich eine Grundschule, die St.-Barbara-Grundschule, und der Kindergarten Löwenzahn, außerdem eine Mehrzweckhalle und ein Jugendhaus.

## Persönlichkeiten
- Heinz Neuhaus (* 1945 in Katzwinkel; † 1992 in Olpe), Politiker (CDU), Mitglied des Landtags von Rheinland-Pfalz.